# Dariusz Jacek Olszewski-Strzyżowski
Dariusz Jacek Olszewski-Strzyżowski – polski  specjalista w zakresie sportu, teorii wychowania fizycznego, turystyki, dr hab.

## Życiorys
W 1986 ukończył studia w zakresie wychowania fizycznego w Akademii Wychowania Fizycznego i Sportu im. Jędrzeja Śniadeckiego w Gdańsku. 1 lipca 2005 obronił pracę doktorską pt. Preferencje studentów a ich aktywność w czasie wolnym jako przejaw stylu życia, otrzymując doktorat, a 4 kwietnia 2019 uzyskał stopień doktora habilitowanego w zakresie nauk medycznych i nauk o zdrowiu na podstawie rozprawy zatytułowanej Sport a poczucie przynależności społecznej osób wykluczonych - bezrobotnych.
Został zatrudniony na stanowisku profesora uczelnianego w Katedrze Zarządzania Turystyką i Rekreacją na Wydziale Turystyki i Rekreacji Akademii Wychowania Fizycznego i Sportu im. Jędrzeja Śniadeckiego w Gdańsku.